# Residência de Júlio Guerra
A Residência de Júlio Guerra é uma edificação histórica nos números 750 e 754 da Avenida João Dias, uma das primeiras situadas no então município de Santo Amaro (atual distrito de São Paulo), tombada em 2014 pelo Conselho Municipal de Preservação do Patrimônio Histórico (CONPRESP), e antiga residência e estúdio do artista escultor Júlio Guerra.